# Kinnekulle Ring

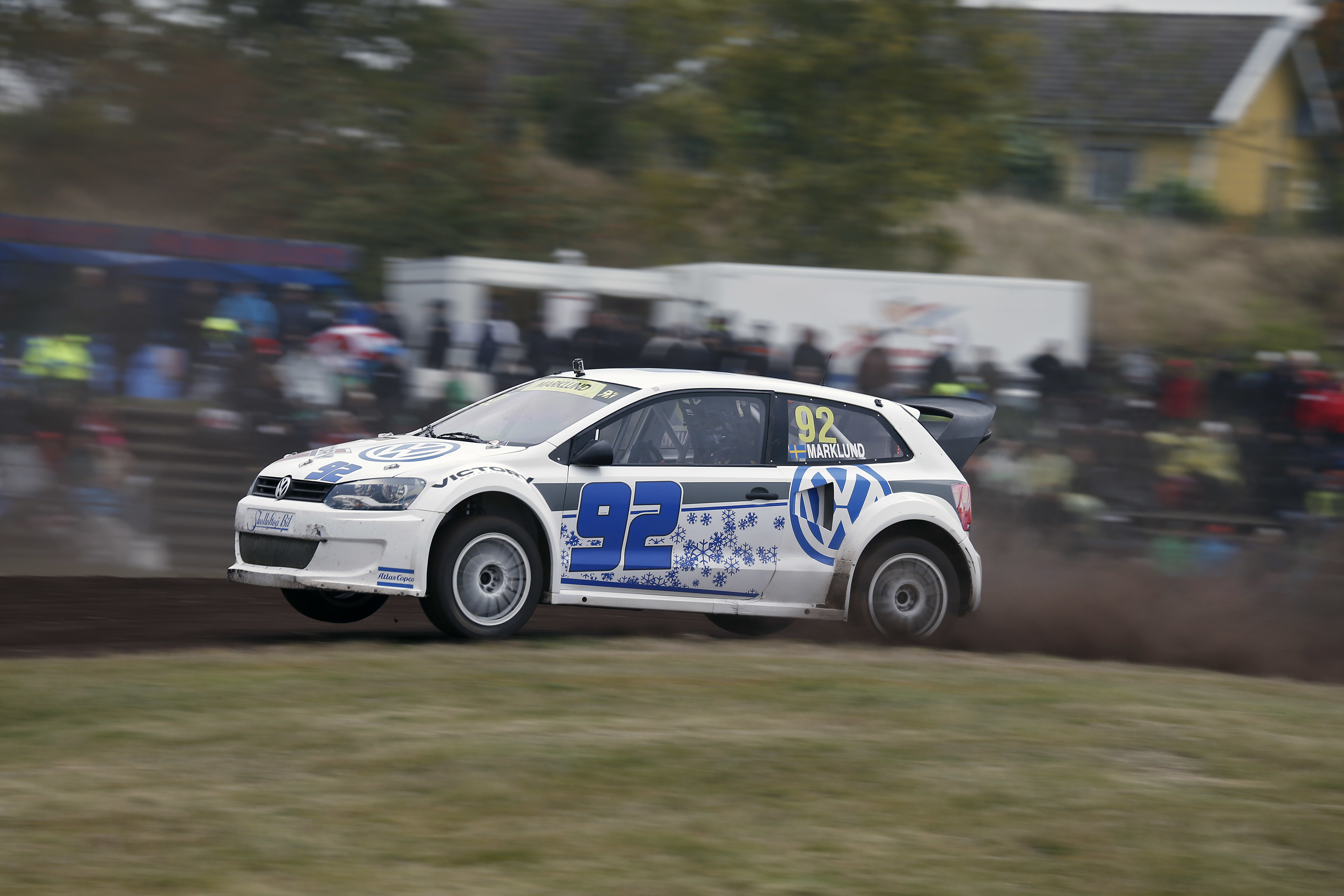
Rallycross på Kinnekulle Ring, 2013

Kinnekulle Ring är en snabb och teknisk racerbana belägen på Kinnekulle i Götene kommun, cirka 20 kilometer från Lidköping. 
Banan stod klar 1969 och är 2 072 meter lång. Nu kör SSK (Stockholms Sportvagnsklubb) tävlingar med ungefär 100 startande.

## Formel 2
Formel 2 kördes på banan 1973, vann gjorde Jochen Mass.

## Rallycross
Finalen i rallycross SM kördes på Kinnekulle Ring från 1991 till 2007 för att sedan gå i Strängnäs 2008. 2009 är finalen i rallycross SM återigen tillbaka på Kinnekulle. Rallycross EM rundan kördes på Kinnekulle Ring 1983, 1992 och 1996.  

### 1973
1. Jochen Mass, Tyskland, Surtees
2. Patrick Depailler, Frankrike, Coombs Racing
3. Tim Schenken, Australien, Rondel Racing